# Interfejs procesowy
Interfejs procesowy (ang. process interface) – zbiór programowalnych urządzeń, które łączą czujniki i elementy wykonawcze (dołączone do instalacji sterowanej) z komputerem sprawującym kontrolę nad procesem technicznym. Sygnały z czujników i elementów wykonawczych są odbierane przez interfejs procesowy, który ma za zadanie konwertować sygnały analogowe do sygnałów cyfrowych, normalizować poziom napięcia i wprowadzać wartości do komputera. Wprowadzone wartości są dostępne dla operatora procesu poprzez oprogramowanie. System obsługujący instalację sterowaną składa się z komputera, interfejsu procesowego i stacji operatora. Interfejs procesowy i stacja operatora są podłączone do komputera jako specjalne urządzenia peryferyjne.